# 小行星3122
小行星3122（3122 Florence，中文多直譯為佛羅倫斯）是一颗围绕太阳公转的小行星。1981年3月2日，舒爾特·巴斯在赛丁泉山发现了此天体。
該小行星以英國護士佛蘿倫絲·南丁格爾命名。
这颗小行星的绝对星等为13.87±0.1。

## 卫星

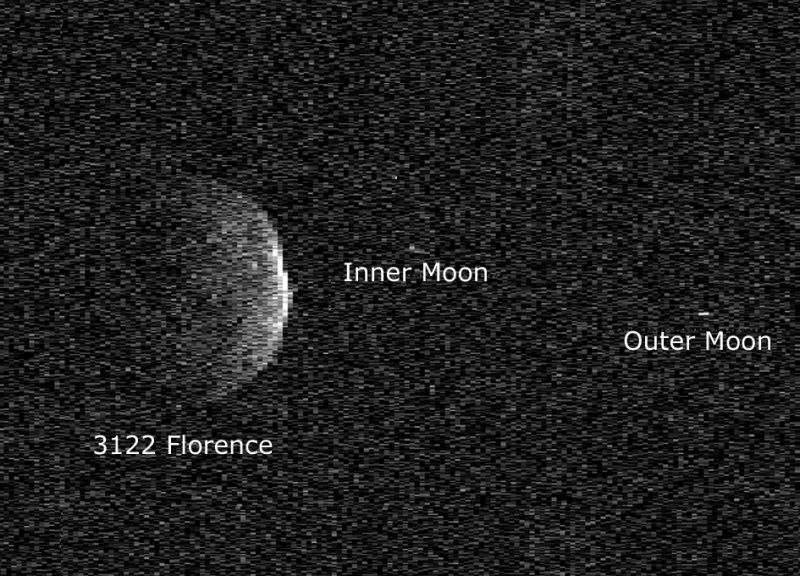
小行星3122的两个卫星

2017年发现小行星3122有两颗卫星。直径约在100-300米，内环卫星环绕一周大约8小时，外环卫星大约22-27小时。

## 2017年飞掠地球
2017年9月1日，小行星3122从距离地球0.047237 AU（7,066,600 km；4,391,000 mi）处飞掠而过，该距离约为地月距离的18倍。由地球观之，该小行星的视星等达到8.5。小行星3122由南向北越过南鱼座、摩羯座、宝瓶座时，人们可以通过小型天文望远镜观测之，时间长达数个夜晚。2017年的飞掠地球是其1890年以来至2050年间最近的一次。上次该小行星飞掠地球发生于1930年8月29日，最近距地球距离为0.05239 AU，预计下次飞掠地球将发生于2057年9月2日，最近距地球距离为0.049952 AU。
天文学家通过在阿雷西博天文台的观测，发现该小行星有两颗卫星。

## 图集

小行星3122
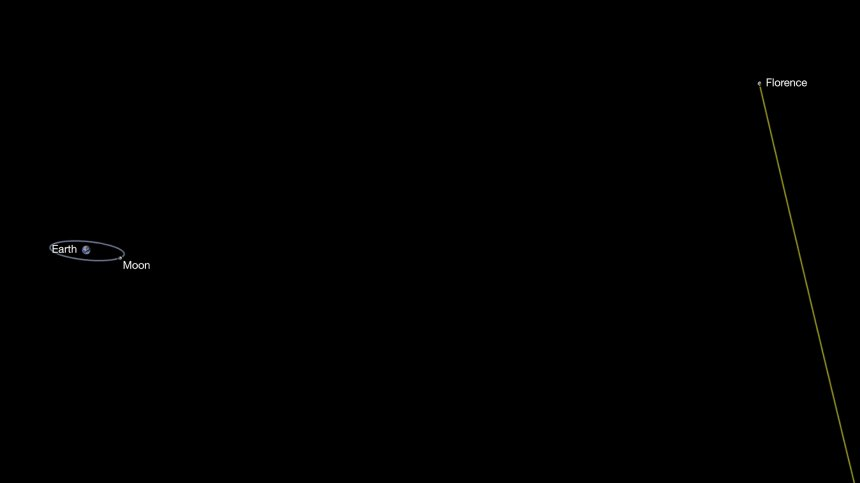
小行星3122于2017年飞掠地球
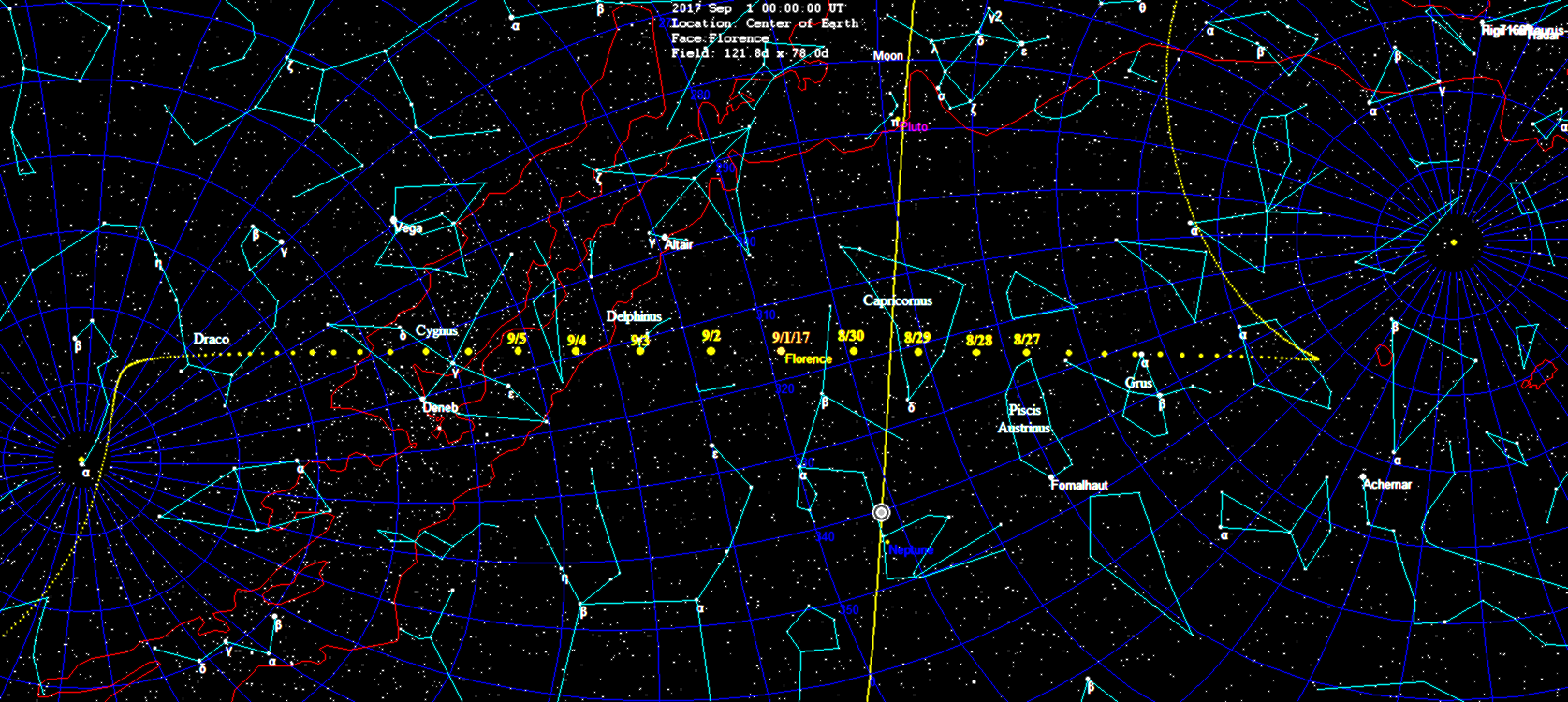
2017年飞掠地球前后从地球观测到的小行星3122的日运动情况
由天文业余爱好者 Ingvars Tomsons 于拉脱维亚里加拍摄的小行星3122。拍摄开始于（UTC） 2017-08-30 21:48:46，结束于 2017-08-30 22:53:00。望远镜为 600/80 0.6reduce CCD HEQ5